# Rolls-Royce Phantom III
De laatste Rolls-Royce die voor de Tweede Wereldoorlog uitkwam was de Phantom III. Vanaf 1936 volgde die de Phantom II op. Deze derde generatie bood een gloednieuwe 7,3 liter V12-motor in aluminium; de laatste V12 in een Rolls-Royce tot de Silver Seraph in 1998. De Phantom III had een topsnelheid van 145 km/u.
Verder had de Phantom III vooraan onafhankelijke wielophanging die gebaseerd was op een ontwerp van General Motors en een vierversnellingsbak die in 1938 Overdrive meekreeg. Tot 1939 werden 727 Phantom III's gebouwd.
De Phantom III werd in 1935 voorgesteld op het autosalon van Olympia en was op dat moment technisch de meest geavanceerde auto ter wereld. Door velen wordt deze Rolls-Royce ook beschouwd als de beste auto uit de geschiedenis. Tijdens de ontwikkeling van de III werd gevreesd dat Henry Royce de auto niet meer zou meemaken door zijn verslechterende gezondheid en dat was ook zo. Hij stierf op 22 april 1933.

## Bekende eigenaars
- Sir John Latta, reder

Huidige modellen:
Ghost ·
Spectre ·
Phantom VIII ·
Cullinan

Recente modellen:
Wraith ·
Dawn ·
Phantom VII · 
Silver Seraph ·
Corniche 2000 ·
Phantom Coupé ·
Phantom Drophead Coupé

Historische modellen na de Tweede Wereldoorlog:
Silver Wraith ·
Silver Dawn ·
Phantom IV ·
Phantom V ·
Phantom VI ·
Silver Cloud ·
Silver Shadow ·
Corniche I-IV ·
Silver Spirit/Silver Spur I-IV ·
Camargue

Historische modellen voor de Tweede Wereldoorlog:
10 HP ·
Silver Ghost ·
20/25/30 HP ·
Phantom I ·
Phantom II ·
Phantom III ·
Wraith

Conceptauto's:
100EX ·
101EX ·
200EX